# Tomé I de Constantinopla
Tomé I foi o patriarca de Constantinopla entre 607 e 610. Ele é considerado um santo pela Igreja Ortodoxa.

## Presságio de tempos ruins
Ele foi um primeiro um diácono e foi feito sacristão da Basílica de Santa Sofia sob o patriarca João Nesteutes (582 - 595). Durante o seu patriarcado, um sombrio presságio apareceu na Galácia, na Ásia Menor. As pesadas cruzes que eram carregadas durante as procissões começaram a tremer e bater umas contras as outras. O ancião e vidente, São Teodoro Siceóta (comemorado em 22 de abril no calendário ortodoxo) explicou o seu significado dizendo que discórdia e desastre estavam prestes a afligir a Igreja e o que o estado estava me perigo por conta de uma invasão bárbara. Ouvindo isso, Tomé ficou aterrorizado e pediu a Teodoro que intercedesse com Deus para que ele o levasse para junto dele antes que estes eventos ocorressem.
Após a morte de Tomé, em 610, uma grande desordem começou na Igreja. O sucessor de Tomé, o patriarca Sérgio I de Constantinopla (610 - 638) era um aderente da heresia monotelita. Segundo acreditavam, pela graça de Deus, uma guerra se iniciou com o Império Sassânida (persas), o que se mostrou desastrosa para o Império Bizantino. As regiões gregas da Ásia Menor foram completamente devastadas, Jerusalém caiu e a Vera Cruz foi capturada e levada para a Pérsia.
Assim, todas as desgraças previstas se realizaram.